# John English (réalisateur)
Pour les articles homonymes, voir John English.
John English est un réalisateur et monteur britannique, né le 25 juin 1903 à Cumberland (Royaume-Uni) et mort le 11 octobre 1969 à Los Angeles (États-Unis).

## Filmographie

### Comme réalisateur

#### Cinéma
- 1935 : The Red Blood of Courage (en)
- 1935 : His Fighting Blood (en)
- 1937 : Arizona Days (en)
- 1937 : Whistling Bullets (en)
- 1937 : Zorro Rides Again
- 1938 : Les Justiciers du Far-West (The Lone Ranger)
- 1938 : Call the Mesquiteers (en)
- 1938 : The Fighting Devil Dogs (en)
- 1938 : Dick Tracy Returns (en)
- 1938 : Hawk of the Wilderness (en)
- 1939 : The Lone Ranger Rides Again
- 1939 : Les Trois Diables rouges (Daredevils of the Red Circle)
- 1939 : Dick Tracy's G-Men (en)
- 1939 : Zorro et ses légionnaires (Zorro's Fighting Legion)
- 1940 : Drums of Fu Manchu (en)
- 1940 : Hi-Yo Silver (en)
- 1940 : Adventures of Red Ryder (en)
- 1940 : King of the Royal Mounted (en)
- 1940 : Mysterious Doctor Satan (en)
- 1941 : Le Capitaine Marvel (Adventures of Captain Marvel)
- 1941 : La Fille de la jungle (en) (Jungle Girl)
- 1941 : Gangs of Sonora (en)
- 1941 : King of the Texas Rangers (en)
- 1941 : Dick Tracy vs. Crime Inc. (en)
- 1942 : Code of the Outlaw (en)
- 1942 : Raiders of the Range (en)
- 1942 : Westward Ho (en)
- 1942 : The Yukon Patrol
- 1942 : The Phantom Plainsmen (en)
- 1942 : Valley of Hunted Men (en)
- 1943 : Thundering Trails (en)
- 1943 : The Fighting Devil Dogs (en)
- 1943 : Dead Man's Gulch (en)
- 1943 : Daredevils of the West (en)
- 1943 : The Man from Thunder River (en)
- 1943 : Black Hills Express (en)
- 1943 : Overland Mail Robbery (en)
- 1943 : Death Valley Manhunt (en)
- 1943 : Raiders of Sunset Pass (en)
- 1944 : Captain America
- 1944 : The Laramie Trail (en)
- 1944 : Call of the South Seas (en)
- 1944 : Silver City Kid (en)
- 1944 : The Port of 40 Thieves (en)
- 1944 : San Fernando Valley (en)
- 1944 : Faces in the Fog
- 1945 : Grissly's Millions (en)
- 1945 : Utah (en)
- 1945 : The Phantom Speaks (en)
- 1945 : Behind City Lights
- 1945 : Don't Fence Me In (en)
- 1946 : Meurtre au music-hall (Murder in the Music Hall)
- 1947 : Trail to San Antone (en)
- 1947 : The Last Round-up (en)
- 1948 : The Strawberry Roan (en)
- 1948 : Loaded Pistols (en)
- 1949 : Riders of the Whistling Pines (en)
- 1949 : Rim of the Canyon
- 1949 : The Cowboy and the Indians (en)
- 1949 : Riders In the Sky (en)
- 1949 : Sons of New Mexico (en)
- 1950 : Mule Train (en)
- 1950 : Cow Town (en)
- 1950 : Beyond the Purple Hills (en)
- 1950 : Indian Territory (en)
- 1950 : The Blazing Sun (en)
- 1951 : Gene Autry and The Mounties (en)
- 1951 : Whirlwind (en)
- 1951 : Silver Canyon (it)
- 1951 : The Hills of Utah (it)
- 1951 : Valley of Fire (en)
- 1959 : Zorro Rides Again

#### Télévision
- 1951 : Les Aventures de Kit Carson (The Adventures of Kit Carson) (série télévisée)
- 1951 : The Range Rider (en) (série télévisée)
- 1952 : Biff Baker, U.S.A. (en) (série télévisée)
- 1953 : City Detective (en) (série télévisée)
- 1954 : Lassie (série télévisée)
- 1955 : Buffalo Bill Jr (en) (série télévisée)
- 1955 : The Adventures of Champion (en) (série télévisée)
- 1957 : La Grande Caravane (Wagon Train) (série télévisée)
- 1957 : Perry Mason (série télévisée)
- 1959 : Johnny Ringo (en) (série télévisée)
- 1962 : Le Virginien (The Virginian) (série télévisée)
- 1963 : Gunsmoke (série télévisée)
- 1965 : A Man Called Shenandoah (en) (série télévisée)
- 1966 : Dr. Satan's Robot (série télévisée)
- 1966 : Lost Island of Kioga (série télévisée)

### Comme monteur
- 1926 : The Exquisite Sinner de  Josef von Sternberg et Phil Rosen
- 1927 : Le Dernier Refuge (The Understanding Heart) de Jack Conway
- 1927 : Heaven on Earth (en) de Phil Rosen
- 1927 : Mockery de  Benjamin Christensen
- 1927 : La Vendeuse des galeries (Becky) de John P. McCarthy
- 1927 : The Lovelorn (en) de  John P. McCarthy
- 1929 : Red Hot Speed (en) de Joseph Henabery
- 1929 : Clear the Decks (en) de Joseph Henabery
- 1931 : Meet the Wife (en) de  Leslie Pearce
- 1931 : What a Head! de Robert Hall
- 1933 : Dans tes bras de Sam Wood
- 1933 : Marriage Humor de Harry Edwards
- 1935 : Northern Frontier de Sam Newfield
- 1935 : Wilderness Mail (en) de  Forrest Sheldon
- 1935 : Code of the Mounted de Sam Newfield
- 1935 : Trails of the Wild (en) de  Sam Newfield
- 1936 : Lightnin' Bill Carson (en) de  Sam Newfield
- 1936 : Aces and Eights (en) de Sam Newfield
- 1936 : The Lion's Den (en) de Sam Newfield
- 1936 : The Traitor (en) de Sam Newfield
- 1938 : Crashing Through Danger (en) de Sam Newfield